# Rosa María Barrieras Mombrú
Rosa María Barrieras Mombrú (Barcelona, 10 de desembre de 1955) és una política valenciana d'origen català, diputada a les Corts Valencianes de la V a la VIII legislatures.
Militant del Partit Popular, n'ha estat membre del Comité executiu Provincial a Castelló i tinent d'alcalde d'Almassora de 1991 a 2003. Posteriorment, ha estat escollida diputada per la província de Castelló a les eleccions a les Corts Valencianes de 1995, 1999, 2003, 2007 i 2011. Durant el seu mandat ha estat membre del consell assessor de RTVE i vicepresidenta primera de les Corts Valencianes el 2003-2007.